# Savigné-l'Évêque

Savigné-l'Évêque este o comună în departamentul Sarthe, Franța. În 2009 avea o populație de 4,059 de locuitori.